# Listă de aeroporturi după codul ICAO: W
Mai jos este lista de aeroporturi al căror cod ICAO începe cu litera W.
Această listă este generată cu date din Wikidata și este actualizată periodic de un robot.
 Editările făcute în listă vor fi șterse la următoarea actualizare!
| Imagine | Cod ICAO       | Articol                                              |
| ------- | -------------- | ---------------------------------------------------- |
|         | WIPH           | Aeroportul Depati Parbo                              |
|         | WALS           | Aeroportul Internațional Samarinda                   |
|         | WIHH           | Aeroportul Halim Perdanakusuma                       |
|         | WIPO           | Aeroportul Gatot Subrato                             |
|         | WBGR           | Aeroportul Miri                                      |
|         | WIPR           | Aeroportul Japura                                    |
|         | WIOK           | Aeroportul Ketapang                                  |
|         | WABO           | Aeroportul Serui                                     |
|         | WAPA           | Aeroportul Amahai                                    |
|         | WITC           | Aeroportul Cut Nyak Dhien                            |
|         | WMBI           | Aeroportul Taiping                                   |
|         | WMKP           | Aeroportul Internațional Penang                      |
|         | WATE           | Aeroportul H. Hasan Aroeboesman                      |
|         | WIOG           | Aeroportul Nanga Pinoh                               |
|         | WAPP           | Aeroportul Pattimura                                 |
|         | WMKA           | Aeroportul Sultan Abdul Halim                        |
|         | WMKN           | Aeroportul Sultan Mahmud                             |
|         | WABI           | Aeroportul Nabire                                    |
|         | WMKJ           | Aeroportul Internațional Senai                       |
|         | WATW           | Aeroportul Wonopito                                  |
|         | WATR           | Aeroportul David Constantijn Saudale                 |
|         | WADD           | Aeroportul Internațional Ngurah Rai                  |
|         | WALG           | Aeroportul Tanjung Harapan                           |
|         | WITM           | Aeroportul Malikus Saleh                             |
|         | WATT           | Aeroportul El Tari                                   |
|         | WPVQ           | Aeroportul Viqueque                                  |
|         | WAMP           | Aeroportul Kasiguncu                                 |
|         | WRBN           | Aeroportul Warukin                                   |
|         | WALL           | Aeroportul Sultan Aji Muhammad Sulaiman              |
|         | WAMH           | Aeroportul Naha                                      |
|         | WIOM           | Aeroportul Matak                                     |
|         | WMBA           | Aeroportul Sitiawan                                  |
|         | WIDE           | Aeroportul Tuanku Tambusai                           |
|         | WAEL           | Aeroportul Oesman Sadik                              |
|         | WAHU           | Aeroportul Dewadaru                                  |
|         | WAJO           | Aeroportul Oksibil                                   |
|         | WAKT           | Aeroportul Tanahmerah                                |
|         | WAMK           | Aeroportul Kuabang                                   |
|         | WATG           | Aeroportul Frans Sales Lega                          |
|         | WATL           | Aeroportul Gewayantana                               |
|         | WAWH           | Aeroportul H. Aroeppala                              |
|         | WIDS           | Aeroportul Dabo Singkep                              |
|         | WIPU           | Aeroportul Mukomuko                                  |
|         | WADL           | Aeroportul Internațional Lombok                      |
|         | WBKE           | Aeroportul Telupid                                   |
|         | WAHS           | Aeroportul Internațional Achmad Yani                 |
|         | WBKH           | Aeroportul Sahabat Sahabat 16                        |
|         | WBGG           | Aeroportul Internațional Kuching                     |
|         | WRLP           | Aeroportul Long Apung                                |
|         | WAMM           | Aeroportul Internațional Sam Ratulangi               |
|         | WAHH           | Aeroportul Internațional Adisucipto                  |
|         | WPEC           | Aeroportul Baucau                                    |
|         | WALC           | Aeroportul Bontang                                   |
|         | WMPA           | Aeroportul Pangkor                                   |
|         | WRLF           | Aeroportul Nunukan                                   |
|         | WAGI           | Aeroportul Iskandar                                  |
|         | WIOD           | Aeroportul Buluh Tumbang                             |
|         | WICA           | Aeroportul Internațional Kertajati                   |
|         | WARR           | Aeroportul Internațional Juanda                      |
|         | WAWW           | Aeroportul Haluoleo                                  |
|         | WBKD           | Aeroportul Lahad Datu                                |
|         | WBKG           | Aeroportul Keningau                                  |
|         | WBKT           | Aeroportul Kudat                                     |
|         | WMKC           | Aeroportul Sultan Ismail Petra                       |
|         | WMKL           | Aeroportul Internațional Langkawi                    |
|         | WMSA           | Aeroportul Sultan Abdul Aziz Shah                    |
|         | WAAA           | Aeroportul Internațional Sultan Hasanuddin           |
|         | WAML           | Aeroportul Mutiara                                   |
|         | WIPP           | Aeroportul Internațional Sultan Mahmud Badaruddin II |
|         | WPDL           | Aeroportul Internațional Presidente Nicolau Lobato   |
|         | WAOO           | Aeroportul Syamsudin Noor                            |
|         | WBKA           | Aeroportul Semporna                                  |
|         | WBKS           | Aeroportul Sandakan                                  |
|         | WBKW           | Aeroportul Tawau                                     |
|         | WSSL           | Aeroportul Seletar                                   |
|         | WBGW           | Aeroportul Lawas                                     |
|         | WBGZ           | Aeroportul Bario                                     |
|         | WRST           | Aeroportul Trunojoyo                                 |
|         | WAGG           | Aeroportul Tjilik Riwut                              |
|         | WRLB           | Aeroportul Juvai Semaring                            |
|         | WRLM           | Aeroportul Robert Atty Bessing                       |
|         | WAPC           | Aeroportul Bandanaira                                |
|         | WASS           | Aeroportul Sorong                                    |
|         | WBSB           | Aeroportul Internațional Brunei                      |
|         | WAJA           | Aeroportul Arso                                      |
|         | WAKE           | Aeroportul Bade                                      |
|         | WBGK           | Aeroportul Mukah                                     |
|         | WBMU WBFC      | Aeroportul Mulu                                      |
|         | WIPK           | Aeroportul Depati Amir                               |
|         | WIJJ           | Aeroportul Sultan Thaha                              |
|         | WIPL           | Aeroportul Fatmawati Soekarno                        |
|         | WITK           | Aeroportul Takengon Rembele                          |
|         | WBKK           | Aeroportul Internațional Kota Kinabalu               |
|         | WBKP           | Aeroportul Pamol                                     |
|         | WATC           | Aeroportul Frans Seda                                |
|         | WAOS           | Aeroportul Sampit                                    |
|         | WATO           | Aeroportul Komodo                                    |
|         | WBGF           | Aeroportul Long Lellang                              |
|         | WBGQ           | Aeroportul Ba'kelalan                                |
|         | WBGT           | Aeroportul Tanjung Manis                             |
|         | WBKM           | Aeroportul Tommanggong                               |
|         | WIOP           | Aeroportul Pangsuma                                  |
|         | WALJ           | Aeroportul Datadawai                                 |
|         | WAWM           | Aeroportul Andi Jemma                                |
|         | WITU           | Aeroportul Witu                                      |
|         | WBGI           | Aeroportul Long Seridan                              |
|         | WARA           | Aeroportul Abdul Rachman Saleh                       |
|         | WSSS           | Aeroportul Internațional Changi                      |
|         | WATS           | Aeroportul Tardamu                                   |
|         | WAPF           | Aeroportul Karel Sadsuitubun                         |
|         | WARE           | Aeroportul Notohadinegoro                            |
|         | WAPS           | Aeroportul Olilit-Saumlaki                           |
|         | WAGF           | Aeroportul Seruyan Kuala Pembuang                    |
|         | WATA           | Aeroportul Haliwen                                   |
|         | WIMN           | Aeroportul Silangit                                  |
|         | WIMO           | Aeroportul Lasondre                                  |
|         | WIMP           | Aeroportul Sibisa                                    |
|         | WIPC           | Aeroportul Pondok Cabe                               |
|         | WBGD           | Aeroportul Long Semado                               |
|         | WAEG           | Aeroportul Garmalamo                                 |
|         | WAPN           | Aeroportul Emalamo                                   |
|         | WAME           | Aeroportul Buli                                      |
|         | WABP WAYY      | Aeroportul Timika                                    |
|         | WALE           | Aeroportul West Kutai Melalan                        |
|         | WAVD           | Aeroportul Nop Goliat Dekai                          |
|         | WAHQ           | Aeroportul Internațional Adisumarmo                  |
|         | WADT           | Aeroportul Tambolaka                                 |
|         | WAJC           | Aeroportul Dabra                                     |
|         | WMPR           | Aeroportul Redang                                    |
|         | WAQQ           | Aeroportul Juwata                                    |
|         | WABM           | Aeroportul Batom                                     |
|         | WIPT           | Aeroportul Internațional Minangkabau                 |
|         | WAFD           | Aeroportul Palopo Lagaligo                           |
|         | WAWP           | Aeroportul Sangia Nibandera                          |
|         | WIPY           | Aeroportul Atung Bungsu                              |
|         | WAPD           | Aeroportul Dobo                                      |
|         | WBGC           | Aeroportul Belaga                                    |
|         | WABB           | Aeroportul Frans Kaisiepo                            |
|         | WAMG           | Aeroportul Jalaluddin                                |
|         | WAKG           | Aeroportul Ewer                                      |
|         | WBGN           | Aeroportul Sematan                                   |
|         | WMKD           | Aeroportul Sultan Haji Ahmad Shah                    |
|         | WMKI           | Aeroportul Sultan Azlan Shah                         |
|         | WBGS           | Aeroportul Sibu                                      |
|         | WBKL           | Aeroportul Labuan                                    |
|         | WBGJ           | Aeroportul Limbang                                   |
|         | WAOC           | Aeroportul Batu Licin                                |
|         | WION           | Aeroportul Ranai                                     |
|         | WASA           | Aeroportul Ayawasi                                   |
|         | WASO           | Aeroportul Babo                                      |
|         | WMBT           | Aeroportul Tioman                                    |
|         | WADA           | Aeroportul Selaparang                                |
|         | WIME           | Aeroportul Aek Godang                                |
|         | WICT           | Aeroportul Radin Inten II                            |
|         | WIDN           | Aeroportul Raja Haji Fisabilillah                    |
|         | WABF           | Aeroportul Kornasoren                                |
|         | WAFU           | Aeroportul Tanjung Api                               |
|         | WAJY           | Aeroportul Werur                                     |
|         | WARW           | Aeroportul Bawean                                    |
|         | WASN           | Aeroportul Marinda                                   |
|         | WIOS           | Aeroportul Tebelian                                  |
|         | WILD           | Aeroportul Alas Leuser                               |
|         | WAMT           | Aeroportul Babullah                                  |
|         | WITT           | Aeroportul Sultan Iskandar Muda                      |
|         | WAMS           | Aeroportul Miangas                                   |
|         | WAKK           | Aeroportul Mopah                                     |
|         | WBKN           | Aeroportul Long Pasia                                |
|         | WBGL           | Aeroportul Long Akah                                 |
|         | WMKE           | Aeroportul Kerteh                                    |
|         | WITG           | Aeroportul Lasikin                                   |
|         | WAMN           | Aeroportul Melonguane                                |
|         | WRSC           | Aeroportul Ngloram                                   |
|         | WADY           | Aeroportul Blimbingsari                              |
|         | WIMS           | Aeroportul Ferdinand Lumban Tobing                   |
|         | WASF           | Aeroportul Fakfak                                    |
|         | WASG           | Aeroportul Anggi                                     |
|         | WATM           | Aeroportul Alor Island                               |
|         | WICM           | Aeroportul Tasikmalaya                               |
|         | WITL           | Aeroportul Lhok Sukon                                |
|         | WAWS           | Aeroportul Soroako                                   |
|         | WIBT           | Aeroportul Sei Bati                                  |
|         | WAWR           | Aeroportul Sugimanuru                                |
|         | WAJW           | Aeroportul Wamena                                    |
|         | WAMI           | Aeroportul Sultan Bantilan                           |
|         | WAMR           | Aeroportul Pitu                                      |
|         | WAWJ           | Aeroportul Tampa Padang                              |
|         | WAWT           | Aeroportul Pongtiku                                  |
|         | WIMM           | Aeroportul Kualanamu                                 |
|         | WRBK           | Aeroportul Gusti Syamsir Alam                        |
|         | WBGM           | Aeroportul Marudi                                    |
|         | WADW           | Aeroportul Mau Hau                                   |
|         | WAWD           | Aeroportul Matahora                                  |
|         | WMAU           | Aeroportul Mersing                                   |
|         | WABT           | Aeroportul Enarotali                                 |
|         | WBKO           | Aeroportul Sepulot                                   |
|         | WBKR           | Aeroportul Ranau                                     |
|         | WMAN           | Aeroportul Sungai Tiang                              |
|         | WPDB           | Aeroportul Suai                                      |
|         | WPOC           | Aeroportul Oecusse                                   |
|         | WIOO           | Aeroportul Supadio                                   |
|         | WICP           | Aeroportul Purwokerto                                |
|         | WBGU           | Aeroportul Long Sukang                               |
|         | WIAB           | Aeroportul Maimun Saleh                              |
|         | WADS           | Aeroportul Brangbiji                                 |
|         | WAJB           | Aeroportul Bokondini                                 |
|         | WALV           | Aeroportul Bunyu                                     |
|         | WAMQ           | Aeroportul Buol                                      |
|         | WI1A           | Aeroportul Nusawiru                                  |
|         | WIHL           | Aeroportul Tunggul Wulung                            |
|         | WAFO           | Aeroportul Maleo                                     |
|         | WRLK WAQT WALK | Aeroportul Kalimarau                                 |
|         | WICD           | Aeroportul Penggung                                  |
|         | WAPG           | Aeroportul Namrole                                   |
|         | WAPR           | Aeroportul Namlea                                    |
|         | WIDL           | Aeroportul Letung                                    |
|         | WICC           | Aeroportul Internațional Husein Sastranegara         |
|         | WBGP           | Aeroportul Kapit                                     |
|         | WIBB           | Aeroportul Sultan Syarif Kasim II                    |
|         | WIPI           | Aeroportul Muara Bungo                               |
|         | WIII           | Aeroportul Internațional Soekarno–Hatta              |
|         | WAJJ           | Aeroportul Sentani                                   |
|         | WAUU           | Aeroportul Rendani                                   |
|         | WIPB           | Aeroportul Silampari                                 |
|         | WMKK           | Aeroportul Internațional Kuala Lumpur                |
|         | WBGB           | Aeroportul Bintulu                                   |
|         | WADB           | Aeroportul Bima                                      |
|         | WIMB           | Aeroportul Binaka                                    |
|         | WAMW           | Aeroportul Syukuran Aminuddin Amir                   |
|         | WIDD           | Aeroportul Hang Nadim                                |
|         | WMKM           | Aeroportul Internațional Melaka                      |
|         | WAOM           | Aeroportul Beringin                                  |
|         | WAWB           | Aeroportul Betoambari                                |
|         | WAPK           | Aeroportul Benjina                                   |
|         | WASK           | Aeroportul Kaimana                                   |
|         | WIBR           | Aeroportul Rokot                                     |
|         | WIBD           | Aeroportul Pinang Kampai                             |
|         | WATB           | Aeroportul Bajawa Soa                                |